# Großzähnige Haarschwanzratte

Fundplatz der Großzähnigen Haarschwanzratte

Die Großzähnige Haarschwanzratte (Batomys dentatus) ist ein auf der philippinischen Insel Luzon endemisches Nagetier in der Unterfamilie der Altweltmäuse. Die Art ist nur von einem Exemplar bekannt, das 1907 gefangen wurde. Die Erstbeschreibung erfolgte 1911 durch Gerrit Smith Miller.

## Merkmale
Das untersuchte Tier war mit Schwanz 380 mm lang, die Schwanzlänge betrug 185 mm und die Hinterfüße waren 36 mm lang. Gewichtsangaben fehlen. Die Oberseite ist mit langem, dichtem und leicht wolligem Fell bedeckt, das eine dunkelbraune Farbe aufweist. Unterseits ist leicht helleres Fell vorhanden. Am behaarten Schwanz sind die vorderen 2/3 dunkelbraun und die Spitze weiß. Die Vibrissen reichen bis hinter die Ohren, wenn sie zurückgebogen werden. Das Gesicht ist durch einen nackten Augenring gekennzeichnet. Bei der Luzon-Haarschwanzratte (Batomys granti) sind die Fellhaare kürzer und die weiße Schwanzspitze sehr kurz oder nicht vorhanden.

## Verbreitung
Der Fundort liegt im Norden von Luzon in einem Gebirge auf etwa 2130 Meter Höhe. Die Region ist von feuchten Bergwäldern mit Eichen bedeckt. Expeditionen in den Jahren 2001 und 2003 fanden keine weiteren Exemplare. Möglicherweise war die benutzte Suchmethode nicht ausreichend.

## Gefährdung
Die Art wird von der IUCN mit ungenügende Datenlage (data deficient) gelistet aufgrund fehlender Angaben zur Populationsgröße und Lebensweise. Wie sich Waldrodungen auswirken, ist nicht bekannt.